# Schoonspringen op de Olympische Zomerspelen 2020 – tienmetertoren mannen
Het schoonspringen voor mannen vanaf de tienmetertoren mannen op de Olympische Zomerspelen 2020 vond plaats op 6 en 7 augustus 2021. 28 schoonspringers gingen van start in de voorronde. 18 schoonspringers kwamen in actie in de halve finale, 12 van hen drongen door tot de finale. Regerend olympisch kampioen was de Chinees Chen Aisen die in 2021 zijn titel prolongeerde.

## Uitslag
| Rang   | Naam                  | Land | Voorronde | Voorronde | Halve finale  | Halve finale  | Finale        | Finale        | Finale        | Finale        | Finale        | Finale        | Finale        |
| Rang   | Naam                  | Land | Punten    | Rang      | Punten        | Rang          | 1             | 2             | 3             | 4             | 5             | 6             | Punten        |
| ------ | --------------------- | ---- | --------- | --------- | ------------- | ------------- | ------------- | ------------- | ------------- | ------------- | ------------- | ------------- | ------------- |
| Goud   | Cao Yuan              | CHN  | 529.30    | 2         | 513.70        | 1             | 102.00        | 81.60         | 97.20         | 97.20         | 101.75        | 102.60        | 582.35        |
| Zilver | Yang Jian             | CHN  | 546.90    | 1         | 480.85        | 2             | 90.10         | 94.50         | 89.25         | 91.20         | 102.60        | 112.75        | 580.40        |
| Brons  | Tom Daley             | GBR  | 453.70    | 4         | 462.90        | 4             | 98.60         | 91.20         | 91.80         | 80.50         | 94.35         | 91.80         | 548.25        |
| 4      | Aleksandr Bondar      | ROC  | 513.85    | 3         | 464.10        | 3             | 75.20         | 91.80         | 85.75         | 81.00         | 94.35         | 86.40         | 514.50        |
| 5      | Viktor Minibaev       | ROC  | 391.95    | 14        | 447.50        | 5             | 68.80         | 91.80         | 91.80         | 73.80         | 83.25         | 86.40         | 495.85        |
| 6      | Oleksiy Sereda        | UKR  | 435.90    | 6         | 416.05        | 7             | 83.20         | 79.20         | 88.20         | 56.10         | 75.00         | 80.00         | 461.70        |
| 7      | Rikuto Tamai          | JPN  | 374.25    | 16        | 413.65        | 8             | 72.00         | 86.40         | 75.85         | 86.40         | 35.70         | 75.60         | 431.95        |
| 8      | Cassiel Rousseau      | AUS  | 423.55    | 8         | 444.10        | 6             | 57.60         | 61.20         | 74.25         | 76.50         | 72.00         | 88.80         | 430.35        |
| 9      | Jordan Windle         | USA  | 390.05    | 15        | 409.80        | 9             | 68.80         | 72.60         | 39.60         | 88.80         | 69.70         | 68.40         | 407.90        |
| 10     | Kawan Pereira         | BRA  | 371.65    | 17        | 400.40        | 12            | 60.80         | 79.20         | 46.20         | 79.55         | 56.10         | 72.00         | 393.85        |
| 11     | Brandon Loschiavo     | USA  | 403.85    | 11        | 409.75        | 10            | 67.20         | 59.40         | 48.60         | 69.70         | 66.60         | 72.15         | 383.65        |
| 12     | Andrés Villareal      | MEX  | 410.30    | 9         | 405.55        | 11            | 67.20         | 59.40         | 59.50         | 42.50         | 72.15         | 81.00         | 381.75        |
| 13     | Nathan Zsombor-Murray | CAN  | 443.85    | 5         | 397.85        | 13            | Uitgeschakeld | Uitgeschakeld | Uitgeschakeld | Uitgeschakeld | Uitgeschakeld | Uitgeschakeld | Uitgeschakeld |
| 14     | Rafael Quintero       | PUR  | 396.90    | 12        | 397.55        | 14            | Uitgeschakeld | Uitgeschakeld | Uitgeschakeld | Uitgeschakeld | Uitgeschakeld | Uitgeschakeld | Uitgeschakeld |
| 15     | Kim Yeong-taek        | KOR  | 366.80    | 18        | 374.90        | 15            | Uitgeschakeld | Uitgeschakeld | Uitgeschakeld | Uitgeschakeld | Uitgeschakeld | Uitgeschakeld | Uitgeschakeld |
| 16     | Woo Ha-ram            | KOR  | 427.25    | 7         | 374.50        | 16            | Uitgeschakeld | Uitgeschakeld | Uitgeschakeld | Uitgeschakeld | Uitgeschakeld | Uitgeschakeld | Uitgeschakeld |
| 17     | Timo Barthel          | GER  | 395.70    | 13        | 364.50        | 17            | Uitgeschakeld | Uitgeschakeld | Uitgeschakeld | Uitgeschakeld | Uitgeschakeld | Uitgeschakeld | Uitgeschakeld |
| 18     | Sebastián Villa       | COL  | 407.30    | 10        | 341.40        | 18            | Uitgeschakeld | Uitgeschakeld | Uitgeschakeld | Uitgeschakeld | Uitgeschakeld | Uitgeschakeld | Uitgeschakeld |
| 19     | Rylan Wiens           | CAN  | 366.70    | 19        | Uitgeschakeld | Uitgeschakeld | Uitgeschakeld | Uitgeschakeld | Uitgeschakeld | Uitgeschakeld | Uitgeschakeld | Uitgeschakeld | Uitgeschakeld |
| 20     | Isaac Souza           | BRA  | 339.30    | 20        | Uitgeschakeld | Uitgeschakeld | Uitgeschakeld | Uitgeschakeld | Uitgeschakeld | Uitgeschakeld | Uitgeschakeld | Uitgeschakeld | Uitgeschakeld |
| 21     | Jaden Eikermann       | GER  | 330.75    | 21        | Uitgeschakeld | Uitgeschakeld | Uitgeschakeld | Uitgeschakeld | Uitgeschakeld | Uitgeschakeld | Uitgeschakeld | Uitgeschakeld | Uitgeschakeld |
| 22     | Óscar Ariza           | VEN  | 327.05    | 22        | Uitgeschakeld | Uitgeschakeld | Uitgeschakeld | Uitgeschakeld | Uitgeschakeld | Uitgeschakeld | Uitgeschakeld | Uitgeschakeld | Uitgeschakeld |
| 23     | Mohab El-Kordy        | EGY  | 318.55    | 23        | Uitgeschakeld | Uitgeschakeld | Uitgeschakeld | Uitgeschakeld | Uitgeschakeld | Uitgeschakeld | Uitgeschakeld | Uitgeschakeld | Uitgeschakeld |
| 24     | Iván García           | MEX  | 316.95    | 24        | Uitgeschakeld | Uitgeschakeld | Uitgeschakeld | Uitgeschakeld | Uitgeschakeld | Uitgeschakeld | Uitgeschakeld | Uitgeschakeld | Uitgeschakeld |
| 25     | Reo Nishida           | JPN  | 314.30    | 25        | Uitgeschakeld | Uitgeschakeld | Uitgeschakeld | Uitgeschakeld | Uitgeschakeld | Uitgeschakeld | Uitgeschakeld | Uitgeschakeld | Uitgeschakeld |
| 26     | Jonathan Chan         | SGP  | 311.15    | 26        | Uitgeschakeld | Uitgeschakeld | Uitgeschakeld | Uitgeschakeld | Uitgeschakeld | Uitgeschakeld | Uitgeschakeld | Uitgeschakeld | Uitgeschakeld |
| 27     | Noah Williams         | GBR  | 309.55    | 27        | Uitgeschakeld | Uitgeschakeld | Uitgeschakeld | Uitgeschakeld | Uitgeschakeld | Uitgeschakeld | Uitgeschakeld | Uitgeschakeld | Uitgeschakeld |
| 28     | Sam Fricker           | AUS  | 306.50    | 28        | Uitgeschakeld | Uitgeschakeld | Uitgeschakeld | Uitgeschakeld | Uitgeschakeld | Uitgeschakeld | Uitgeschakeld | Uitgeschakeld | Uitgeschakeld |
| 29     | Matthieu Rosset       | FRA  | 275.70    | 29        | Uitgeschakeld | Uitgeschakeld | Uitgeschakeld | Uitgeschakeld | Uitgeschakeld | Uitgeschakeld | Uitgeschakeld | Uitgeschakeld | Uitgeschakeld |